# Duvalia corderoyi
Duvalia corderoyi är en oleanderväxtart som först beskrevs av Joseph Dalton Hooker, och fick sitt nu gällande namn av Nicholas Edward Brown. Duvalia corderoyi ingår i släktet Duvalia och familjen oleanderväxter. Inga underarter finns listade i Catalogue of Life.